# 玉木英彦
玉木 英彦（たまき ひでひこ、1909年9月26日 - 2013年2月10日）は、日本の物理学者・科学史家。東京大学理学部教授を経て、東京大学名誉教授。

## 略歴
東京生まれ。東京帝国大学理学部物理学科卒。1934年理化学研究所仁科芳雄研究室に入る。1951年「東京宇宙線の本性と中性微子損失」で名古屋大学より理学博士の学位を取得。東京大学理学部助教授、1952年同教授。1970年定年退官、名誉教授。仁科記念財団常務理事を務めた。

## 著書
- 『週期律から超ウラン元素まで 物質観発達史の一断片』春日出版社 1949
- 『仁科芳雄』後藤禎二絵 国土社 少年伝記文庫 1961
- 『科学ロシア語のすすめ』総合図書 1967
- 『小学生にピタゴラス さんすうの博物学』みすず書房 1994

### 共編著・監修
- 『量子物理学 1　量子力学 各論』仁科芳雄,小林稔共著 共立社 1940
- 『物質 その窮極構造』田島英三共著 日本評論社 新文化叢書 1949
- 『仁科芳雄 伝記と回想』朝永振一郎共編 みすず書房 1952
- 『放射線生物学』森脇大五郎,村地孝一共監修 裳華房 1959
- 『現代物理学の基礎』板倉聖宣共著 東京大学出版会 1960
- 『自動翻訳』喜安善市共編 みすず書房 1960
- 『解説有機化学』石森千代城共著 昭晃堂 1972
- 『仁科芳雄』岩城正夫共著 国土社 世界伝記文庫 1976
- 『仁科芳雄 日本の原子科学の曙』江沢洋共編 みすず書房 1991

### 翻訳
- カール・マルクス『数学に関する遺稿』今野武雄共訳 岩波書店 1949
- エンリコ・フェルミ,ジェームス・チャドウィック『中性子の発見と研究』木村一治共訳 大日本出版 1950
- ハイゼンベルク『量子論の物理的基礎』遠藤真二,小出昭一郎共訳 みすず書房 1954
- F.G.スピア『放射線と生細胞』共訳 みすず書房 現代科学叢書 1955
- E.シュポルスキー『原子物理学』第1-3　共訳 商工会館出版部・商工出版社 1956-58　東京図書、1966
- 『放射線の影響 国際連合科学委員会報告書 1958年』都築正男編 田島英三共訳 日本学術振興会 学術月報別冊資料 1958
- 『ヨッフェ回想記』訳 みすず書房 1963
- ハギス [等]編『分子生物学入門』小谷正雄,和田昭允共監訳 みすず書房 1966
- フランシス・クリック『分子と人間』みすず書房 みすず科学ライブラリー 1970
- A.ポレタエフ『シグナル サイバネチクス入門』みすず書房 1971.
- ニールス・ボーア『国連への公開状 1950年6月9日』共訳 仁科記念財団 1988

## 論文
- Cinii